# Anton Rop
Anton Rop (n. 27 decembrie 1960, Ljubljana, Republica Socialistă Slovenia, RSF Iugoslavia) a fost al patrulea prim-ministru a Sloveniei. A fost ales ca prim-ministru în 2002, până în 2004. El este de asemenea președintele Partidului Liberal Democrat (Liberalna Demokracija Slovenije).
1. ↑  CONOR.SI[*] Verificați valoarea |titlelink= (ajutor)